# Премия Мориса Ваксмахера
Премия Мориса Ваксмахера (фр. Prix Maurice Wachsmacher) — ежегодная премия за лучший перевод французской литературы на русский язык, присуждаемая Посольством Франции в Российской Федерации начиная с 1996 года. Премия носит имя выдающегося российского переводчика Мориса Ваксмахера.
Жюри премии обычно возглавляет французский писатель — так, в 2000 г. это был Доминик Фернандеc.
С 2007 г. премия разделена на две номинации: художественная литература и гуманитарная литература (non-fiction). В 2022 и 2023 годах премия не присуждалась.

## Лауреаты
- 1996 — Александр Ревич — за «Трагические поэмы» Агриппы Д’Обинье
- 1997 — Юлиана Яхнина — за «Мемуары» кардинала де Реца
- 1999 — Марк Гринберг и Борис Дубин — за книги Ива Бонфуа «Невероятное. Избранные эссе» и Филиппа Жакоте «Стихи. Проза. Записные книжки»
- 2000 — Ирина Кузнецова — за книгу Натали Саррот «Откройте. Здесь»
- 2001 — Вера Мильчина — за книгу Оноре де Бальзака «Изнанка современной истории»
- 2002 — Наталья Мавлевич — за мемуары Беллы Шагал «Горящие огни»
- 2003 — Михаил Яснов — за повести Гийома Аполлинера «Гниющий чародей» и «Убиенный поэт»
- 2004 — Екатерина Лямина — за книгу Клода Симона «Приглашение»
- 2005 — Сергей Бунтман — за книгу Жака Рубо «Грааль Фикция. Рыцарь Молчание»[3]
- 2006 — Ирина Стаф — за книгу Роже Шартье «Письменная культура и общество»
- 2007 — Владимир Васильев — за «Антологию французской эпиграммы»; Алексей Руткевич — за книгу Александра Кожева «Атеизм»
- 2008 — Ирина Волевич за книги Паскаля Киньяра «Салон в Вюртемберге» и Жана Эшноза «Чероки»; Иван Болдырев — за книгу Жоржа Батая «Процесс Жиля де Рэ»
- 2009 — Валерий Кислов — за книгу Жоржа Перека «Жизнь, способ употребления»; Вера Мильчина — за сборник статей Дельфины де Жирарден
- 2010 — Виктор Лапицкий — за книгу Пьера Беттанкура Страна навозников и другие путешествия и книгу Антуана Володина Дондог. Григорий Дашевский — за книгу Рене Жирара Козёл отпущения и Ольга Смолицкая за книгу Жан-Клод Болоня История безбрачия и холостяков.
- 2011 — Елена Балаховская за книгу Франсуа-Ксавье Нерара «Пять процентов правды. Разоблачение и доносительство в сталинском СССР (1928—1941)», Алексей Шестаков за книгу Жиля Делёза «Френсис Бэкон. Логика сенсации» и Нина Хотинская за книгу Маргерит Дюрас «Вице-консул».
- 2012 — Анастасия Захаревич за книгу «Крушение» Сержа Самарина; Наталья Шаховская за книгу Жан-Клода Мурлева «Горе мертвого короля». Александр Черноглазов за книгу "Еще" Жака Лакана.
- 2013 — Елена Баевская за новый перевод первой книги романа Марселя Пруста «В поисках утраченного времени»; Алла Смирнова за перевод стихов Жана Жене; Михаил Хачатуров за перевод графического романа «Ибикус» Паскаля Рабате.
- 2014 — Олег Воскобойников за перевод книги Ролана Рехта «Верить и видеть. Искусство соборов II—XV веков»; Мария Аннинская за перевод дневников Альбера Камю.
- 2015 — Алексей Терещенко за перевод книги Мари-Пьер Рей «Ужасная трагедия, или Новый взгляд на 1812 год». Марк Дадян за перевод книги избранной прозы Сэмюэля Беккета «Первая любовь».
- 2016 — Ирина Стаф в номинации «Художественная литература» за перевод книги Жан-Поля Дидьелорана «Утренний чтец». В номинации «Гуманитарные науки» два первых места: Александр Дунаев за книгу Тома́ Пикетти «Капитал в XXI веке» и Нина Кулиш за перевод книги Мишеля Пастуро «Синий. История цвета»[4][5].
- 2017 — Марк Гринберг за перевод эссе Ива Бонфуа «Век, когда слово хотели убить» и Сергей Гашков за перевод книги Ива Жэнгра «Социология науки» в номинации «Гуманитарные науки»[6].
- 2018 — Алина Попова и Елена Баевская за перевод эссе Пьера Менара «Искусство притворяться умным»; в номинации «Гуманитарные науки» — Сергей Райский и Ирина Морозова за перевод книги Патрика Барбье «Празднества в Неаполе: театр, музыка и кастраты в XVIII веке»[6].
- 2019 — Владимир Микушевич за перевод романов Кретьена де Труа «Ланселот» и «Ивейн»; в номинации «Гуманитарные науки» — Вера Мильчина за перевод книги Робера Венсана «Время банкетов. Политика и символика одного поколения (1818—1848)»[6].
- 2020 — Дмитрий Савосин за перевод романов «Исчезновение Йозефа Менгеле» Оливье Геза и «Святые земли. Роман в письмах»; Ольга Панайотти за перевод книги Робера Мюшембле «Цивилизация запахов. XVI — начало XIX века»
- 2021 — Майя Квятковская за книгу «Неизвестный Вольтер и другие французские переводы Майи Квятковской», Тимофей Петухов за перевод романа «Мирелла» Флоры Веско
- 2024 — Алла Беляк за перевод романа Матьяса Энара «Ежегодный пир погребального братства»; Елена Тарусина за перевод эпопеи «Страна других» Лейлы Слимани; Мария Зонина за перевод романа Мишеля Уэльбека «Уничтожить»